# Lebbeus africanus
Lebbeus africanus is een garnalensoort uit de familie van de Hippolytidae. De wetenschappelijke naam van de soort is voor het eerst geldig gepubliceerd in 1997 door Fransen.